# Мотовилихинские заводы
«Мотови́лихинские заво́ды» — российская машиностроительная компания, расположенная в Перми, с 2018 года по 25 сентября 2023 года находящаяся в состоянии банкротства.

## История

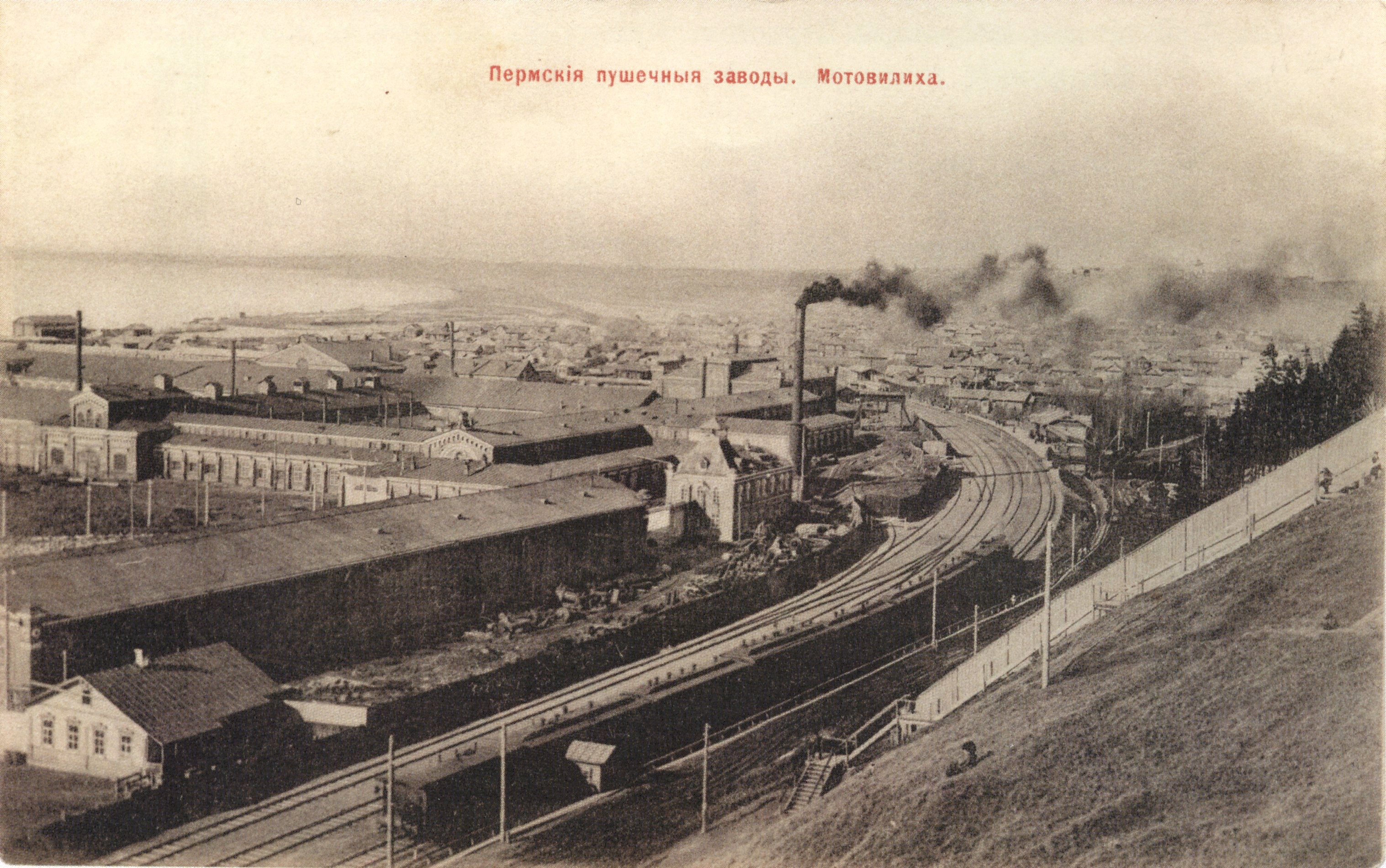
Пермские пушечные заводы до революции

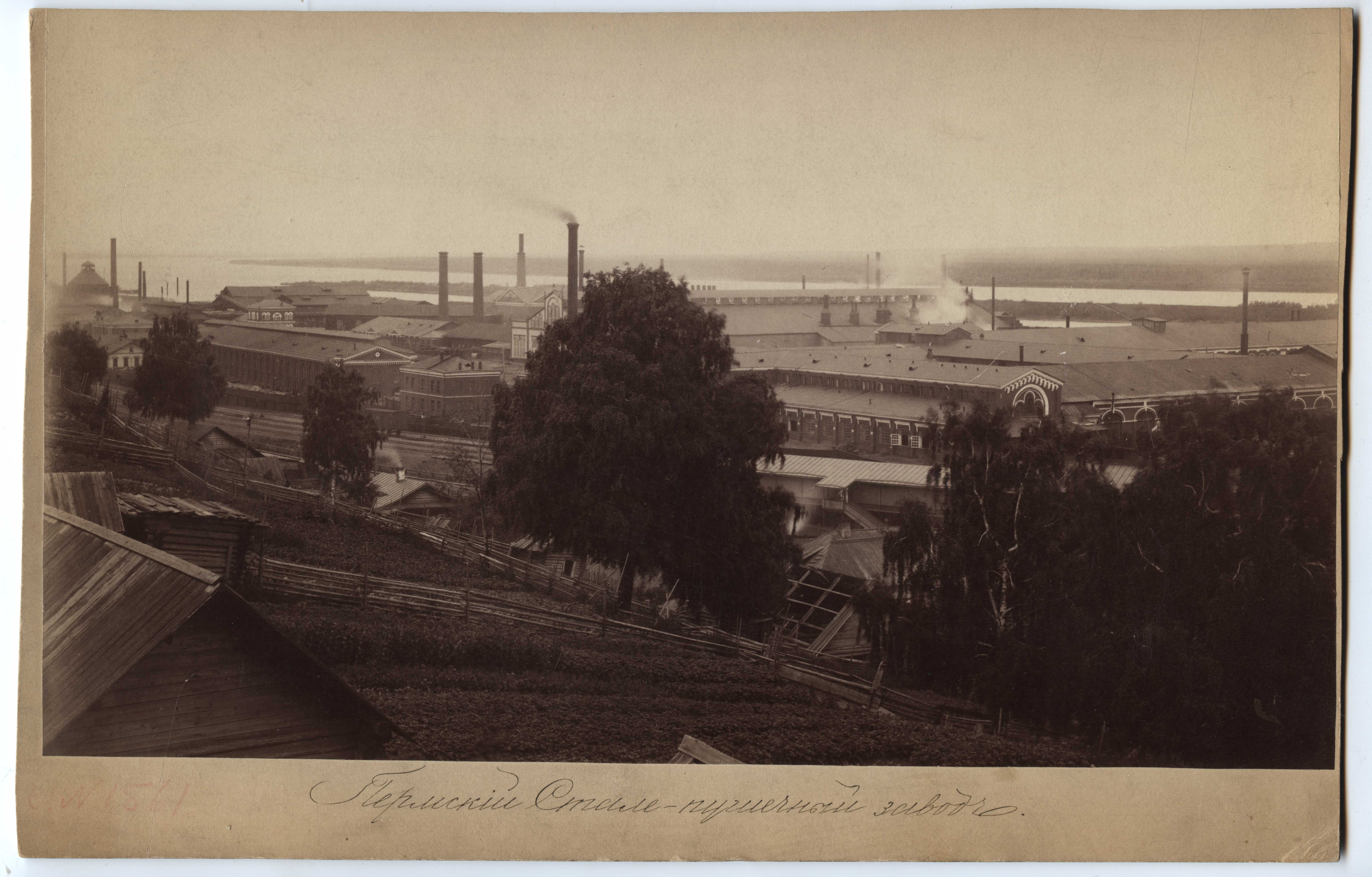
Панорама Мотовилихинского завода, вторая половина XIX века. Справа видно здание 50-тонного молота

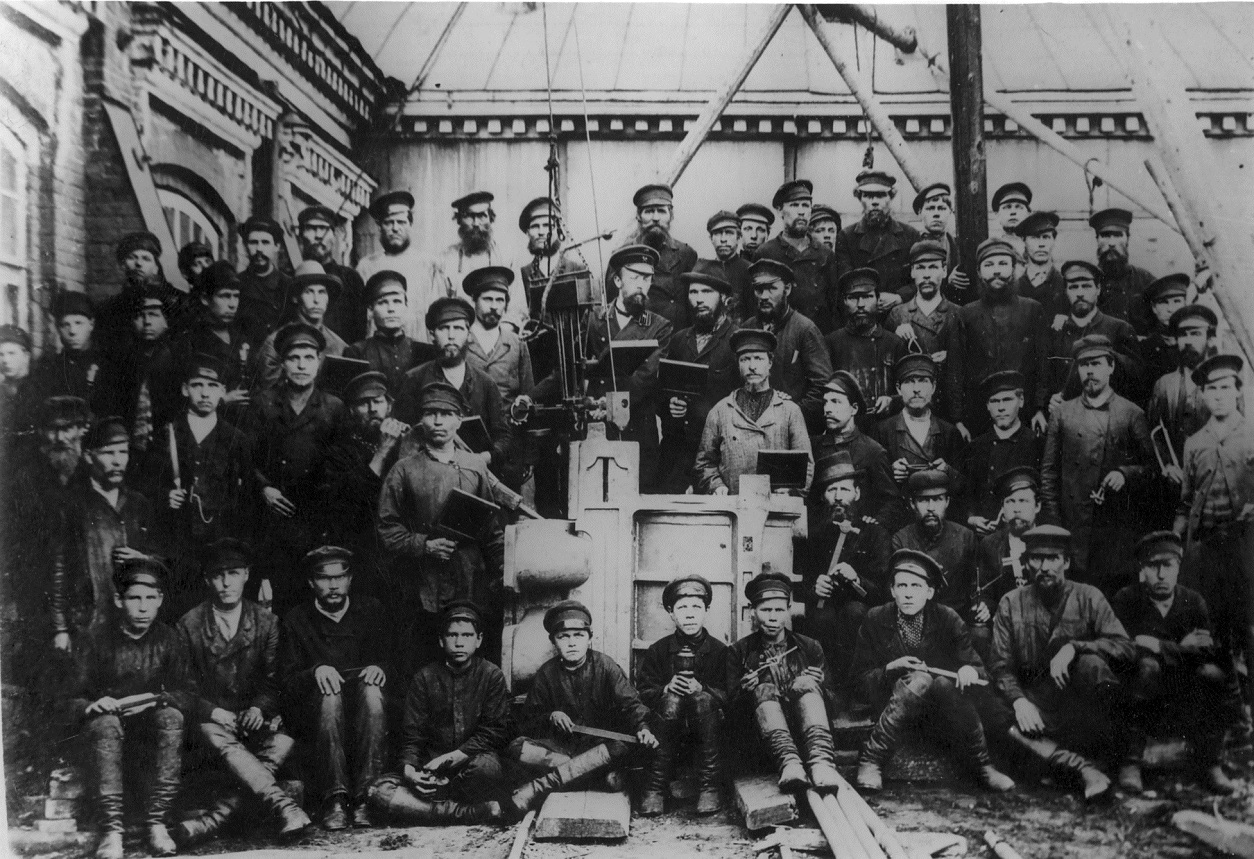
Коллектив одного из цехов

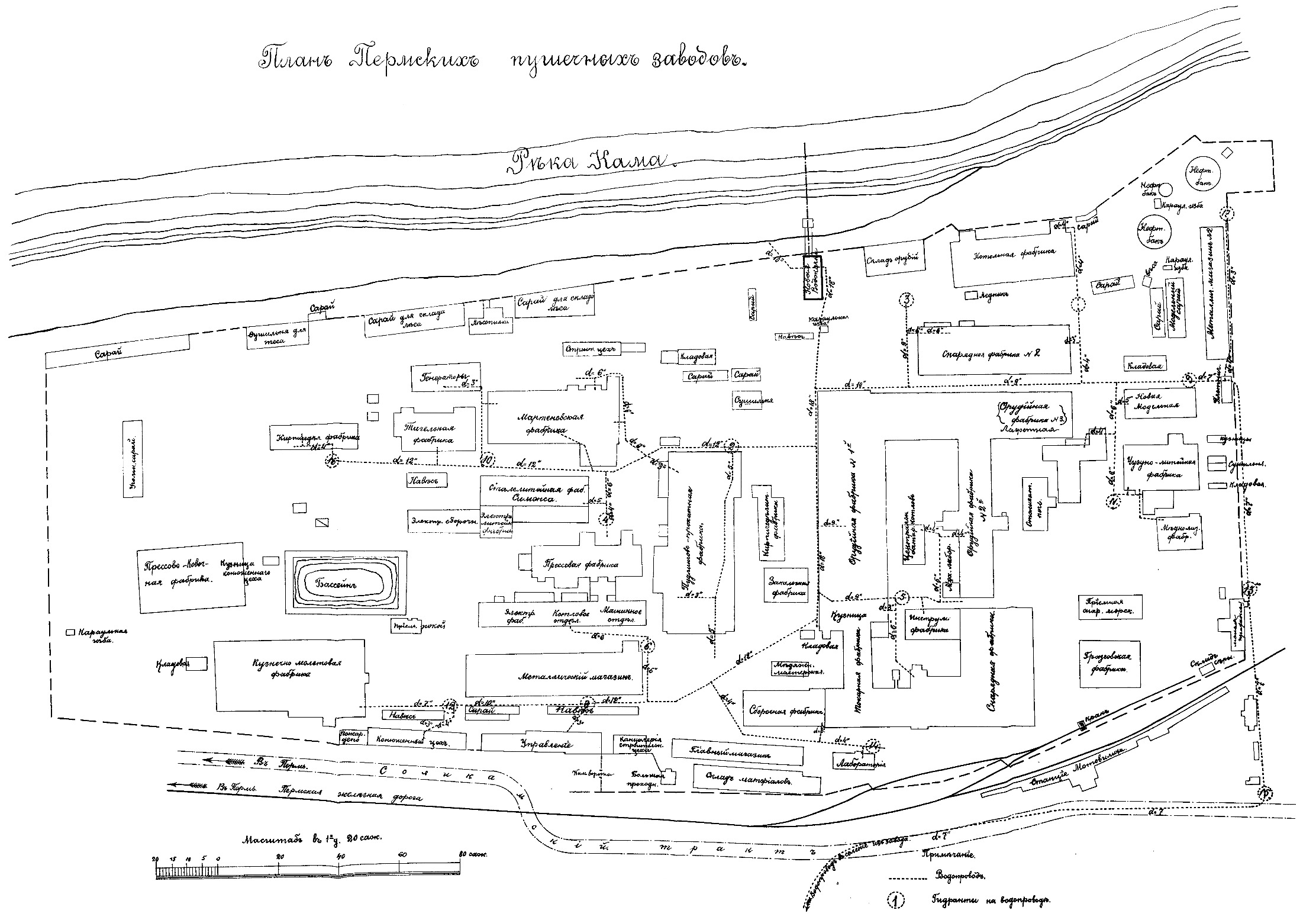
План Пермских Пушечных заводов, 1911

### Медеплавильный завод
В 1723 году у деревни Егошихи на берегу речки Егошиха (58°02′18″ с. ш. 56°19′18″ в. д.) Василий Татищев начинает строительство медеплавильного завода, получившего название Егошихинский медеплавильный завод. Уже на следующий год завод начинает производство. Спустя 13 лет, в 1736 году, рядом с Егошихинским заводом начинается строительство Мотовилихинского медеплавильного завода. Длительное время заводы работали вместе, но в 1788 году Егошихинский завод закрывают. Мотовилихинский медеплавильный завод продолжает работу до 1863 года, когда и он закрывается. Сегодня от этих заводов остался Мотовилихинский пруд на речке Большая Мотовилиха и здание заводоуправления, которое в наше время занимает хлебозавод.

### Пермский пушечный завод
В середине 1860-х годов рядом с медеплавильным заводом были построены сталепушечный и чугуннопушечный заводы. В 1871 году их объединили, образовав Пермский пушечный завод.
29 июня 1866 года, «в праздник Петра и Павла, когда большая часть заводских жителей ушла в город на ярмарку, в Мотовилихе произошёл в 11 часов утра страшный пожар от неосторожного обращения с огнём. В течение дня сгорело до 200 домов в центральной части завода, одна фабрика, училище, казённый дом с обширным садом, лаборатория и громадный склад древесного угля. Последний горел несколько недель, не поддаваясь никакому тушению. Жертвою этого пожара сделалась седьмая часть всего заводского селения».
В 1876 году на заводе была пущена первая на Урале мартеновская печь и начала работать первая на Урале электростанция.
В 1888 году Горным начальником завода Славяновым Н. Г. была изобретена и опробована первая в мире электросварка расплавляемыми электродами.
В конце XIX — начале XX веков, в условиях подготовки Российской империи к мировой войне, на заводе развернулось производство новых артиллерийских систем, в том числе 9-дюймовой береговой мортиры системы Н. В. Маиевского и др.
В Первую мировую войну Пермские «Мотовилихинские заводы» поставили Русской армии пятую часть артиллерийского вооружения.
Три бортовые пушки на крейсере «Аврора» были произведены в Перми.

### СССР
Национализирован постановлением ВСНХ 2 октября 1918 года. Именовался Мотовилихинский механический завод. Осуществлял ремонт паровозов, автомобилей и тракторов, изготавливал сельскохозяйственные машины, двигатели внутреннего сгорания, артиллерийские орудия и снаряды. С 1921 года именовался Мотовилихинский орудийный завод, с 1927 года Мотовилихинский машиностроительный завод. В 1934 году завод переименован в Государственный союзный завод № 172 им. В. М. Молотова. В 1957 году завод переименован в Пермский машиностроительный завод им. В. И. Ленина.
В 1941 году завод был награждён орденом Ленина, в 1944 году — орденом Трудового Красного Знамени, в 1945 году — орденом Отечественной войны I степени.
За годы Великой Отечественной войны Пермские «Мотовилихинские заводы» изготовили четверть всех артсистем Красной армии.
Первый выстрел по территории нацистской Германии 2 августа 1944 года был произведён из 152-мм пушки-гаубицы МЛ-20 № 3922, сделанной в Перми на «Мотовилихинском заводе», а первый выстрел по Берлину 20 апреля 1945 года — из 122-мм корпусной пушки А-19 № 501, также изготовленной в Перми.

### Российская Федерация
Распоряжением правительства РФ 5 декабря 1992 года предприятие было преобразовано в АО «Мотовилихинские заводы». В 1993 году Фонд имущества Пермской области провёл чековый аукцион по продаже акций АО «Мотовилихинские заводы». На тот момент на заводе работало более 20 тысяч человек. Завод перешёл под контроль директора завода Юрия Булаева.
В 2002—2003 годах завод поменял собственников, перейдя под контроль ЗАО «Финансовый дом „Русь“». Распоряжением Правительства РФ 20 августа 2009 года ПАО «Мотовилихинские заводы» было включено в перечень стратегических организаций. В 2011 году крупный пакет акций приобрела корпорация «Уралвагонзавод», через которую компания перешла в госкорпорацию Ростех.
В 2013 году в отношении бывшего акционера Марата Загидуллова было заведено уголовное дело по факту мошенничества, нанёсшего Мотовилихинским заводам ущерб на сумму 1,2 млрд руб.
В начале августа 2017 года предприятие вошло в процедуру банкротства — суд Пермского края ввёл в отношении завода процедуру наблюдения. В 2018 году предприятие было признано банкротом и начата процедура конкурсного производства. В сентябре 2023 года имущество «Мотовилихинских заводов» купил челнинский завод бронетехники «Ремдизель».
В январе 2024 года Генпрокуратура подала иск на 3,83 млрд руб. против восьми фигурантов, которых подозревают в выводе активов предприятия и взятии кредитов, что в результате и привело к банкротству. Среди ответчиков в том числе Марат Загидуллов.

## Собственники и руководство
Уставный капитал компании составляет 1,49 млрд руб. По состоянию на 31 марта 2014 года 39,9 % акций группы предприятий «Мотовилихинские заводы» принадлежало Государственной корпорации «Ростех», остальные собственники владели акциями примерно в равных долях.
Управляющим директором ПАО «Мотовилихинские заводы» до 25 января 2024 года был Сергей Дядькин.

## Деятельность
ПАО «Мотовилихинские заводы» объединяет металлургические и машиностроительные производственные мощности. ООО «Мотовилиха — гражданское машиностроение» выпускает металлургическую продукцию (поковки, штамповки, сортовой прокат), АО «СКБ» — технику оборонного значения (артиллерийские орудия, миномёты и реактивные системы залпового огня). Являются разработчиком и единственным в России производителем боевой и транспортно-заряжающей машин из состава реактивных систем залпового огня типа «Град», «Смерч» и их модифицированных версий «Торнадо-Г», «Торнадо-С», выпускают самоходные артиллерийские орудия «Нона-СВК», «Вена», буксируемые гаубицы «Мста-Б», миномёты «Нона-М1» и другие артиллерийские системы.
Основные производственные подразделения: ООО «Мотовилиха-гражданское машиностроение», АО «СКБ», ООО «Тепло-М».

## Санкции
16 декабря 2022 года, на фоне вторжения России на Украину, завод внесён в санкционный список Евросоюза за производство вооружения которое поставляется в Вооружённые силы России и которые используются в агрессивной войне против Украины. По мнению Евросоюза, завод несёт ответственность за материальную поддержку действий, которые подрывают или угрожают территориальной целостности, суверенитету и независимости Украины.
23 февраля 2022 года компания попала под санкции Канады как организация, вовлечённая в оборонную промышленность России, продукцию которой Россия использует на Украине.
19 мая 2023 года, завод включён в санкционный список Великобритании компаний «которые поддерживают продолжающуюся военную компанию России, оснащая как российские вооружённые силы, так и группировку „Вагнер“» так как компания производит гаубицы, используемые российскими вооружёнными силами на Украине.
По аналогичным основаниям компания находится под санкциями Украины и Швейцарии.

## Военная продукция

### Полевая артиллерия и миномёты
- 120-мм орудие 2Б16 «НОНА-К»
- 130-мм пушка М-46
- 152-мм пушка 2А36 «ГИАЦИНТ-Б»
- 152-мм гаубица 2А65 «МСТА-Б»
- 152-мм гаубица Д-20
- 120-мм возимый миномёт 2С12 «САНИ»

### Самоходная артиллерия, миномёты и комплексы
- 120-мм самоходное орудие 2С9 «Нона-С»
- 120-мм самоходное орудие 2С23 «НОНА-СВК»
- 120-мм самоходное орудие 2С31 «ВЕНА»
- 240-мм самоходный миномёт 2С4 «ТЮЛЬПАН»

### Реактивные системы залпового огня
- 122-мм боевая машина БМ-21 РСЗО «ГРАД»
- 220-мм боевая машина 9П140 «Ураган», транспортно-заряжающая машина 9Т452
- 300-мм боевая машина 9А52-2 «Смерч», транспортно-заряжающая машина 9Т234-2
- 300-мм боевая машина 9А52-2Т «Смерч», транспортно-заряжающая машина 9Т234-2Т

### Машины управления огнём артиллерии комплекса 1В12 и его модификаций
- Машина старшего офицера батареи 1В13
- Машина командира батареи 1В14
- Машина командира дивизиона 1В15
- Машина начальника штаба дивизиона 1В16

## Гражданская продукция

### Нефтепромысловое оборудование
- буровое оборудование
- оборудование для добычи нефти
- оборудование для капитального ремонта скважин

### Спортивный инвентарь
В мае 2010 года по просьбе Федерации силового экстрима Пермского края литейщики предприятия разработали чертежи и изготовили 85-килограммовую гирю, предназначенную для тренировок пермских спортсменов. Этот снаряд на 3 кг тяжелей оригинальной гири Дикуля, которая используется в соревнованиях, входящих в число традиционных дисциплин силового экстрима.